# Gårdeby församling
Gårdeby församling var en församling i Linköpings stift inom Svenska kyrkan i Söderköpings kommun i Östergötlands län. Församlingen ingår sedan 2011 i Östra Ryds församling.
Församlingskyrka var Gårdeby kyrka.
Befolkningen i församlingen var 2006 354 invånare.

## Administrativ historik

Gårdeby församlingsvapen

Församlingen har medeltida ursprung.
Församlingen utgjorde åtminstone till 1540 ett eget pastorat, för att sedan till 1587 vara annexförsamling i pastoratet Skärkind och Gårdeby. Från 1587 till 1 maj 1932 utgjorde församlingen åter ett eget pastorat, för att därefter till 1962 vara annexförsamling i pastoratet Västra Husby och Gådeby. Från 1962 till 2011 var den annexförsamling i pastoratet Östra Ryd, Västra Husby och Gårdeby. Församlingen uppgick 2011 i Östra Ryds församling.
Församlingskod var 058205.

## Kyrkoherdar
| Ämbetstid | Namn                       | Levnadstid | Övrigt                                       |
| --------- | -------------------------- | ---------- | -------------------------------------------- |
| 1587–1593 | Torstanus                  |            |                                              |
| 1615–1627 | Odgretus                   |            |                                              |
| 1638      | Thuro Marci                | –1638      |                                              |
| 1638–1665 | Nicolaus Ljurenius         | –1669      |                                              |
| 1665–1689 | Nicolaus Insulpontanus     | 1622–1689  |                                              |
| 1691–1692 | Olavus Hörning             | 1646–1692  |                                              |
| 1694–1722 | Claudius Bruzæus           | 1649–1722  |                                              |
| 1723–1732 | Anders Moselius            | 1673–1732  |                                              |
| 1732–1753 | Håkan Åstrand              | 1684–1753  |                                              |
| 1755–1778 | Jacob Åstrand              | 1715–1778  |                                              |
| 1779–1810 | Clas Georg Tempelman       | 1745–1810  | Kyrkoherde och prost.                        |
| 1811      | Johan Appelberger          |            | Senare kyrkoherde i Ingatorps församling.    |
| 1818      | Johan Daniel Rudelius      |            | Senare kyrkoherde i Västra Husby församling. |
| 1825–1831 | Carl Peter Isacsson        | 1776–1831  |                                              |
| 1834–1844 | Jonas Matthias Kjellenberg | 1793–1844  |                                              |
| 1847–1872 | Anders Benjamin Wærnelius  | 1792–1872  | Kyrkoherde och prost.                        |
| 1874–1885 | Alfred Häger               | 1829–1910  | Senare kyrkoherde i Vikingstads församling.  |
| 1883      | Olaus Kjörling             |            | Senare kyrkoherde i Misterhults församling.  |
| 1890      | Anton Erickson             | 1847–1911  | Senare kyrkoherde i Väderstads församling.   |
| 1907–     | Albert Teodor Otterström   | 1853–      |                                              |

### Komministrar
| Ämbetstid | Namn     | Levnadstid | Övrigt |
| --------- | -------- | ---------- | ------ |
| 1538      | Johannes |            |        |

## Klockare, organister och kantorer
| Ämbetstid | Namn                    | Levnadstid | Kommentarer                     |
| --------- | ----------------------- | ---------- | ------------------------------- |
| 1714–1716 | Jonas                   |            | Klockare                        |
| 1751–1754 | Gabriel Eriksson        | 1711–      | Klockare                        |
| 1779–1785 | Jonas Andersson         | 1719–      | Klockare                        |
| 1785–1809 | Peter Berggren          | 1746–1809  | Klockare                        |
| 1810–1823 | Erik Andersson Tollén   | 1787–      | Organist och klockare           |
| 1823–1838 | Anders Lindahl          | 1800–1838  | Organist och klockare           |
| 1838      | Per Johan Nordell       | 1822–      | Organist och klockare (vikarie) |
| 1838–1882 | Anders Magnus Jullander | 1810–1882  | Organist och klockare           |
| 1882–1903 | Anders Edvard Andersson | 1857–      | Organist och klockare           |